# رابرت فلمینگ
رابرت فلمینگ (انگلیسی: Robert Flemyng؛ ۳ ژانویهٔ ۱۹۱۲ – ۲۲ مهٔ ۱۹۹۵) هنرپیشه اهل بریتانیا بود. وی بین سال‌های ۱۹۳۶ تا ۱۹۹۳ میلادی فعالیت می‌کرد.
از فیلم‌هایی که وی در آن نقش داشته است، می‌توان به مضحک‌روی، خیانتکار، نبرد بریتانیا، خاطرات کوئیلر، مردی که هرگز نبود، سی و نه پله، سرزمین سایه‌ها، کافکا، رابطه مرگ‌آور، باج‌گیری و سفرهای من و عمه‌ام اشاره کرد.